# Ioan crăciun
Ioan Crăciun (n. 15 Noiembrie 1954 Timișoara - d. 14.09.2010 Timișoara) a fost un poet, publicist și jurnalist timișorean. 

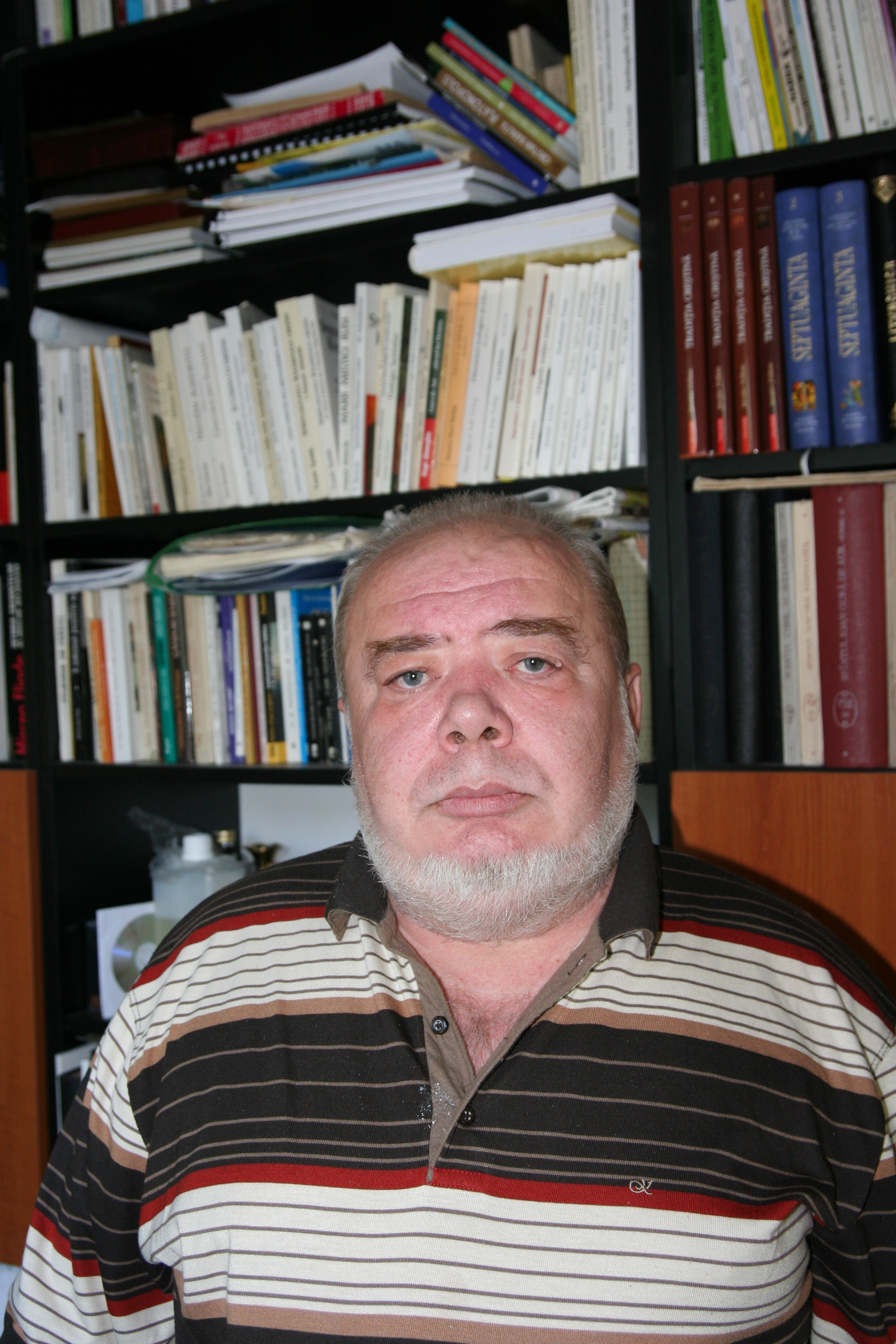
Ioan Crăciun - 2008

A făcut parte din generația poeților optzeciști, fiind o figură reprezentativă a vieții culturale și civice a Timișoarei.  
Biografie
Ioan Crăciun s-a născut în 15 Noiembrie 1954 în Timișoara, fiind fiul lui Ioan Crăciun Sr. și Sofia Crăciun.
A urmat cursurile Liceului Nicolaus Lenau din Timișoara între anii 1969-1971 și ale Colegiului Național C.D. Loga între anii 1971-1973.
A urmat cursurile universității de Vest din Timișoara, Facultatea de Filologie, secția română-franceză, absolvind cu lucrarea de licență având titlul “Relația narațiune-personaj în romanul european și romanul psihologic românesc al secolului al XX-lea”.
În perioada 1976-1980 a ocupat postul de Redactor Șef la „Radio Student” Timișoara iar în aceeași perioadă a deținut și rolul de colaborator permanent al Radio Timișoara.
În perioada 1977-1980 deține postul de de redactor la Revista “Forum Studențesc” din Timișoara. 
În 1982, în timp ce activa ca profesor de Limba și Literatura Română în orașul Uricani (Jud. Hunedoara)  s-a căsătorit cu Mihaela Cecilia (n. Săndulescu) Crăciun, profesor de fizică și chimie la aceeași scoală. Au avut împreună un băiat. Soția sa moare la nașterea copilului lor. Ioan Crăciun nu s-a mai recăsătorit până la finalul vieții.
Între perioada 1982-1990 a mai activat ca profesor de Limba și Literatura Română și la Școala Generală din Bogda Jud. Timiș, unde a ocupat și funcția de director la instituției. De asemenea, din 1985 a fost profesor de Limba și Literatura Română la Școala Generală din Comuna Orțișoara, Jud. Timiș.
În Decembrie 1989 participă activ și nemijlocit la mișcarea revoluționară din Timișoara, fiind prezent încă din 16 Decembrie în Piața Maria din Timișoara la momentul când tramvaiele sunt oprite de Ion Monoran și Daniel Zăgănescu iar mai apoi, din 17 Decembrie fiind prezent în Piața Operei și în balconul Operei Române din Timișoara. 
În 1990 participă în calitate de membru fondator la constituirea Societății „Timișoara” și a Ziarului „Timișoara”. 
A făcut parte din echipa editorială și de conducere a Ziarului „Timișoara încă de la primul număr al ziarului publicat în ianuarie 1990.
A fost unul dintre redactorii și semnatarii „Proclamației de la Timișoara”, a cărei inițiativă i-a aparținut lui George Șerban.
În cadrul redacției ziarului „Timișoara” a ocupat mai multe funcții, inclusiv cea de redactor-șef al Publicației. 
În anul 1992 Ioan Crăciun face trecerea la jurnalismul de radio, o pasiune mai veche a sa din timpul studenției, devenind, prin concurs, redactor la Radio Timișoara iar mai apoi ocupând postul de realizator. 
A urmat pasiunea radio-jurnalismului cu dedicare și profesionalism până la momentul încetării din viață.
Activitate literară și publicistică
În anii de studenție, dar și după absolvirea facultății, în perioada 1977-1990, Ioan Crăciun a frecventat cenaclurile literare „Hyperion”, „Pavel Dan” și „Orizont”. 
În atmosfera nonconformistă, de subterană și boemă literară, a întâlnirilor de la „Pavel Dan”, din întunecații ani '80, Ioan Crăciun a făcut parte din nucleul forte al cenaclului. Tot aici, a legat prietenii cu Ion Monoran, Gheorghe Pruncuț, Eugen Bunaru, Dan Emilian Roșca, Petru Ilieșu, Viorel Marineasa, Valeriu Drumeș, prietenii care s-au dovedit, în timp, de nezdruncinat.
A debutat publicistic în anul 1977, în revista „Forum studențesc”, cu nuvela „Tan Sadapir și-a atins țelul”. 
A publicat, ulterior, în aceeași revistă, dar și în revista „Orizont”, fragmente din romanul Paradisul și pasărea (rămas în manuscris, pare-se neterminat, împreună cu alte două romane, la fel, nefinalizate: Vânătoarea și Recviem pentru păpuși mecanice, soarta acestor manuscrise rămânând incertă). 
În anii ’80, talentul său literar a atras atenția mentorilor cenaclurilor timișorene: de pildă, criticul și profesoara Stela Mirel aprecia, la vremea respectivă, că un fragment de proză semnat de Ioan Crăciun „se naște o dată la o sută de ani” , evidențiind astfel valoarea și originalitatea scrisului său încă de la debut.
Debutul editorial, imposibil în timpul regimului comunist pe fondul cenzurii practicate de acest regim, a avut loc în 1994, sub sigla Editurii Marineasa, cu volumul de poeme „Blândul ceas al reîntoarcerii”, volum care a obținut premiul pentru debut al Uniunii Scriitorilor, filiala din Timișoara (1995). 
În același an și la aceeași editură i-a apărut volumul de publicistică „Noi am fost zeii zilei”, (Ed. Marineasa , 1994) reeditat mai apoi în ediția a II-a, Ed. Eubeea, 1999. 
A mai publicat volumele de poezie: „Răsăritul trădat” (Ed. Marineasa, 1996) și „Deșert” (Ed. Eubeea, 1999). 
A fost prezent cu poezii în mai multe antologii: „Zona. Prozatori și poeți timișoreni din anii ’80 și ’90” (Ed. Marineasa, 1997), „Manifest. 20. Revoluție” (Ed. Brumar, 2009), „Cuprins sau Un fel de imperiu” (Ed. Brumar, 2014) ș.a. 
A colaborat cu poezii, proză, interviuri și articole la revistele: „Forum studențesc”, „Orizont”, „Luceafărul”, „Orient latin” ș.a.
Cu toate că primul său volum de poezie publicat fusese distins cu premiul pentru debut al Uniunii Scriitorilor - Filiala Timișoara, Ioan Crăciun a manifestat o atitudine rezervată față de mediul literar instituționalizat: într-un interviu din 1999, el mărturisea: „urăsc găștile literare și paraliterare”, explicând că a refuzat să devină membru al Uniunii Scriitorilor din România tocmai din cauza acestor grupări de interese. 
Ioan Crăciun sublinia, cu o notă de amărăciune, că deși volumul său de debut fusese premiat la nivel local, criticii literari din Timișoara nu i-au acordat atenție, în schimb „s-au învrednicit cei din București și din Ardeal” să îi scrie despre carte .
Analizele critice apărute au evidențiat originalitatea poeziei lui Ioan Crăciun, plasându-l printre poeții importanți ai generației sale. 
Criticul literar Alexandru Ruja remarcă „o reverie blândă” care străbate versurile lui Crăciun, chiar și atunci când „agresiunea realului pare mai dură”. 
Poezia lui Ioan Crăciun se caracterizează prin încercarea de a depăși formulele tradiționale, autorul fiind preocupat „să scrie altfel, să spargă nucleul tradițional” al expresiei poetice. De altfel, în opinia criticului, chiar dacă Ioan Crăciun nu „reinventează” radical poezia, el reușește „să o re-schițeze creând o nouă mitologie a textului” , recurgând frecvent la elemente meta-textuale și autoreferențiale în versurile sale.
Criticii au subliniat, de asemenea, latura culturală și reflexivă a creației lui Ioan Crăciun. Cultura sa literară bogată și viața boemă pe care a dus-o se împletesc în mod fertil în textul poetic, adăugând profunzime și multiple niveluri de lectură . Poetul construiește un discurs care pendulează între concretul cotidian și aspirațiile spirituale, între profan și sacru, explorând cu sensibilitate relația dintre material și transcendent. 
Astfel, opera lui Ioan Crăciun se înscrie în peisajul literar contemporan ca o voce distinctă a generației ’80, apreciată atât pentru autenticitatea trăirii poetice, cât și pentru încercarea de a regândi limbajul și formele poeziei postmoderne.
În ultimele luni de viață, Ioan Crăciun începuse să lucreze la un nou volum de versuri, cu titlu provizoriu „Karma pâinii”, din care a reușit să scrie circa zece poeme. Tematica acestor poeme – invocarea și dialogul imaginar cu părinții săi deja dispăruți – a fost interpretată ca anticipând, într-un mod emoționant, propriul său destin final.
Activitate jurnalistică
Ioan Crăciun a debutat în activitatea jurnalistică în anul 1976 atunci când devine Redactor Șef la „Radio Student” Timișoara, post pe care îl ocupă până în 1980.
În aceeași perioadă a deținut și rolul de colaborator permanent al Radio Timișoara.
În anul 1990 acest devine membru fondator al Ziarului „Timișoara”, ocupând succesiv rolul de redactor, șef de secție iar mai apoi de redactor-șef. În perioada în care a condus Ziarul „Timișoara” ca redactor șef-acesta l-a transformat în cotidian și a crescut numărul de pagini de la 4 la 8.
În perioada 2000-2001 a condus ca redactor șef săptămânalul „Banatul Nostru” din Timișoara.
Din anul 1992 Ioan Crăciun ocupă postul de redactor la „Radio Timișoara” acolo unde avea să activeze până la finalul carierei sale.
În cadrul activității desfășurate la „Radio Timișoara” acesta a creat mai multe rubrici, unele devenind parte din programul permanent al postului de radio (Ex: 1992 – prezent - Rugăciunea de seară - la Radio Timișoara (primul post de radio din sud-estul Europei al cărui program se încheie cu o rugăciune rostită de un copil;15 minute fierbinți - Rubrică interactivă în matinal, Voci din cotidian - Rubrică Interactivă în Curierul de Miercuri Seara; 24 de ore în 90 de secunde – Sinteza zilei în relatări din teritoriu transmise în direct; Picătura de cultură – În matinal.; Meditația Duminicală – rubrică în emisiunea Universul Credinței) dar și mai multe emisiuni de autor precum Vârful de Lance – Emisiune interactivă; Dialogurile Radio Timișoara – Dialoguri cu personalități din  multiple domenii ale vieții culturale, sociale, economice, etc. și Universul Credinței – Emisiune cu tematică religioasă.
Volume și antologii antume
- Blândul ceas al reîntoarcerii (versuri), Timișoara, Ed. Marineasa, 1994  (distins cu Premiul de Debut al Uniunii Scriitorilor Filiala Timiș).
- Noi am fost zeii zilei, Ediția I (interviu și documentaristică),Timișoara, Ed. Marineasa, 1994.
- Blândul ceas al reîntoarcerii (versuri), Ediția a II-a, Timișoara, Ed. Marineasa, 1995.
- Răsăritul trădat (versuri), Timișoara, Editura Marineasa, 1996.
- Zona - prozatori și poeți timișoreni din anii '80 si '90, (antologie de versuri), Timișoara, Ed. Marineasa, 1997.
- Desert (versuri), Timișoara, Editura Eubeea, 2000.
- Noi am fost zeii zilei, Ediție completă, (interviu și documentaristică), Timișoara, Ed. Eubeea, 2001.
- Rugăciunea de seară la Radio Timișoara (antologie), Timișoara, Ed. Solnes, 2007.

Volume și antologii postume
- Manifest. 20. Revoluție, (versuri), Ed. Brumar, 2009 - Antologie de Dan Mircea Cipariu
- Blândul ceas al reîntoarcerii, (versuri), Ed. Brumar, 2011 - Antologie de Eugen Bunaru
- Piper, scorțișoară, dafin, vanilie, (versuri), Timișoara, Ed. Brumar, 2013 - Antologie de Marian Oprea
- Cuprins sau Un fel de imperiu, (versuri) Timișoara, Ed. Brumar, 2014 - Antologie de poezie a Cenaclului „Pavel Dan” de Eugen Bunaru

Aprecieri critice despre Ioan Crăciun
"Ioan Crăciun este un poet care, făcând gesturi mari, rotește cuvintele dimprejurul lui într-o mișcare centrifugală, le amestecă, le aruncă în vecinătăți pe care niciodată nu le-au frecventat N-o face din joacă, ori ca să reintegreze delirul verbal suprarealist. O face dintr-un spirit patetic și chiar elegiac"
(Livius Ciocarlie)
"Literar vorbind, ecuația cu mai multe necunoscute pe care îți propune s-o rezolve loan Crăciun este aceea a opoziției între un puternic spirit realist, tentat să respingă teoriile sofisticate, și dezideratul purei construcții a unei lumi imaginare, lumea ficțiunii artistice insăși."
(Dumitru Mureșan, "Vatra", 1998)
"Eul artistic vizează una și aceeași lume, una și aceeași ambianță - haotice, dezmembrate, nimicitoare. Dedesubtul aparențelor - ele însele inconsistente - domnesc haosul și golul. Spațiul e labirintic. Lipsit de direcție, timpul dezorientat, nici liniar, nici ciclic, iar individul uman, strivit de aceasta imanență destructivă, se trezește complet lipsit de repere"
(Eugen Dorcescu)
"Ambiția poetului tinde spre o holografiere a nivelurilor existențiale, supuse unui simultan proces de sublimare și purificare. Criza generalizată caracterizează, în viziunea lui Ioan Crăciun, societatea actuală, sufletul omului și poezia deopotrivă (recurența numărului trei ține, vădit, de o retorică a sacrului, consecvent urmărită de autor). Radiografierea ei necruțătoare scoate la lumină simboluri, imagini, personaje de coloratură malefică, teratologică. Criptică, instanța divină, țintă supremă a invocație, privește de undeva din afară dezastrul pământesc. (...)"
(Simona-Grazia Dima, Orient Latin, 1999)
"Paradigmele din poezia lui Ioan Crăciun își păstrează dublul înțeles, de totalitate a formelor flexionare ale unui cuvântânt și de model, pildă, învățătură (...) Implacabilitatea destinului și acceptarea într-un final a acestuia constituie însăși frumusețea vieții, a luptei de supraviețuire."
(Daniel Luca , Orient Latin, 2000)
Note
Criticul Alexandru Ruja despre opera lui Ioan Crăciun - https://www.meridianultimisoara.ro/2025/06/04/boema-literara-poezia-crizei-si-a-revoltei-anarhisti-destructori/
Site-ul oficial al Ziarului Timișoara - Membrii semnatari ai actului de constituire a Societății „Timișoara” - https://www.societateatimisoara.ro/index.php?page=DESPRE&subpage=MEMBRIF
Cenaclul Pavel Dan - Remember Ioan Crăciun - https://cenaclulpaveldan.wordpress.com/2021/09/13/remember-ioan-craciun/
Ziarul Timișoara - Interviu cu Lucian Vasile Szabo - https://www.ziarultimisoara.ro/oamenii-cetatii/4434-in-dialog-cu-lucian-vasile-szabo-militant-civic-cercetator-jurnalist-filolog-se-face-altfel-jurnalism-in-ziua-de-astazi-insa-principiile-de-baza-nu-s-au-schimbat
Interviu cu criticul literar Eugen Bunaru despre Cenaclul „Pavel Dan” - https://www.observatorcultural.ro/articol/cenaclul-pavel-dan-un-topos-distinct-si-elocvent-ii/